# Sideritis guyoniana
Sideritis guyoniana là một loài thực vật có hoa trong họ Hoa môi. Loài này được Boiss. & Reut. miêu tả khoa học đầu tiên năm 1852.